# Michelangelo Pacetti
Michelangelo Pacetti (* 26. Dezember 1793 in Rom; † 1. April 1865 ebenda) war ein italienischer Landschaftsmaler.

## Leben

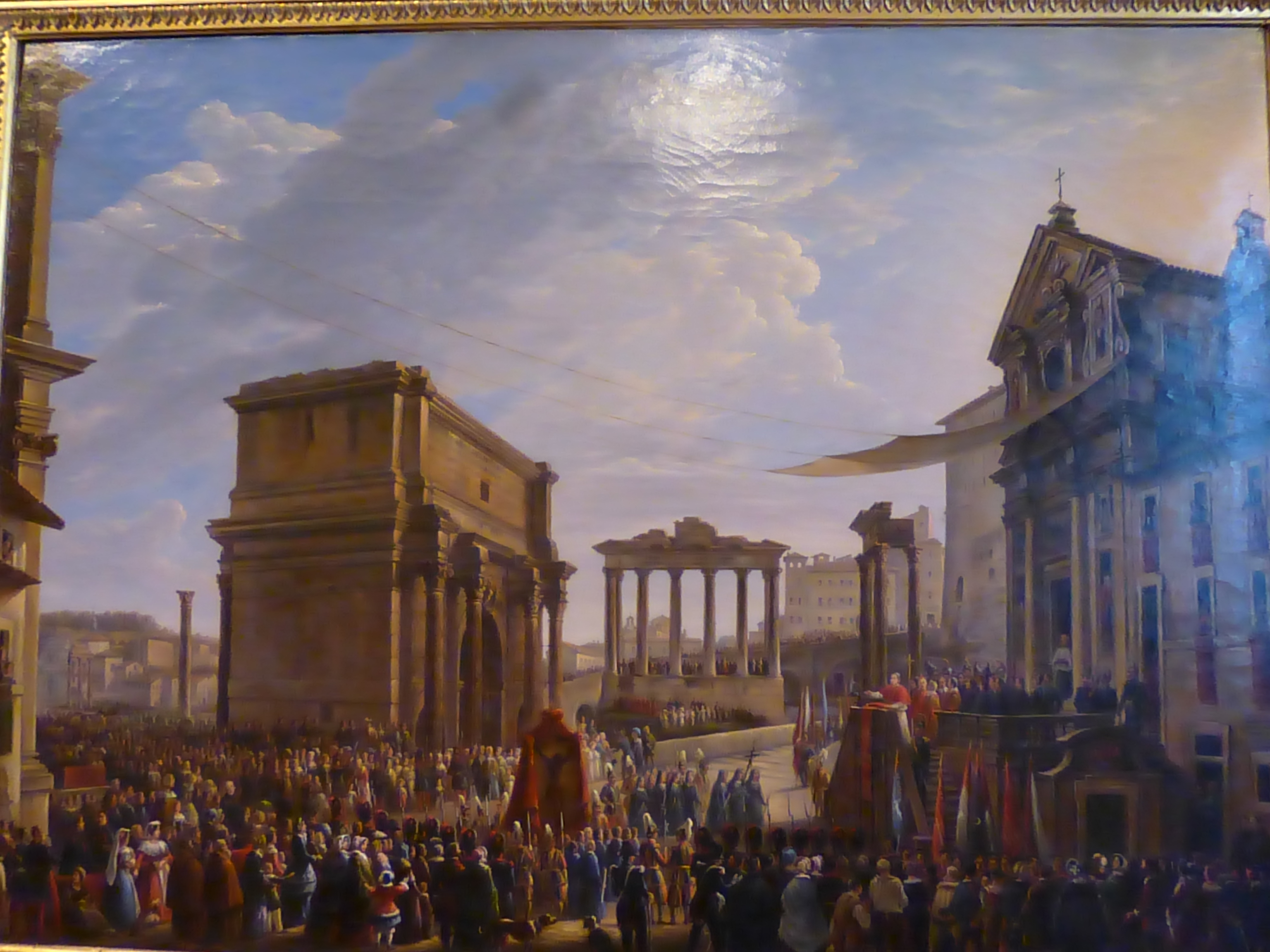
Predigt Pius’ IX. anlässlich der Umsetzung des Kruzifixes vom Campo Vaccino in die Kapelle San Giuseppe dei Falegnami (1855)

Michelangelo Pacetti war ein Sohn des Bildhauers Vincenzo Pacetti. Er erhielt seine Ausbildung zusammen mit Massimo d’Azeglio im Atelier von Martin Verstappen. Mit beiden blieb er freundschaftlich verbunden, Verstappen heiratete seine Schwester Arcangela, d’Azeglio wurde der Taufpate seines Sohnes Stefano. 1810 gewann er einen Preis an der Accademia di San Luca. 1834 wurde er Mitglied der Congregazione dei Virtuosi al Pantheon.
Pacetti schuf traditionelle Veduten, mit einem Schwerpunkt auf Ereignisse und religiöse Zeremonien im päpstlichen Rom. Mehrere seiner Werke werden im Mueso di Roma im Palazzo Braschi aufbewahrt. Pacetti war auch als Sammler und Händler von Werken Alter Meister tätig und dazu in Verbindung mit Massimo d’Azeglio, der ihn an Mailänder und Turiner Galerien vermittelte, und mit Roberto d’Azeglio, dem Kurator der Galleria Sabauda in Turin. Er verkaufte unter anderem die Sammlung Bartolomeo Cavaceppis von rund 6000 Zeichnungen, die über seinen Vater an ihn gelangt war, an Gustav Friedrich Waagen.